# Sean Davis
Sean Davis (London, 1979. szeptember 20.) angol labdarúgó, középpályás. A Fulham FC színeiben az angol labdarúgás mind a négy profi osztályában játszott.

## Pályafutása

### Fulham FC
Davis a Fulham ifiakadémiáján kezdett futballozni. 1996-ban kapott profi szerződést, a csapatnál töltött ideje alatt olyan menedzserekkel dolgozhatott együtt, mint Kevin Keegan, Jean Tigana és Chris Coleman. Keegan hatalmas tehetségnek tartotta. A 2002/03-as szezonban nyújtott jó teljesítménye miatt az angol válogatottba is behívták, de nem kapott játéklehetőséget.
Az idény során az Everton és a Middlesbrough is szerette volna megszerezni. Davis is szívesen távozott volna, mivel szerinte ez előrelépése lett volna a pályafutásában, de a Fulham nem akarta elengedni, mert nem tudták volna kivel pótolni. Végül nem is lett volna esélye távozni, mivel egész nyáron sérült volt.

### Tottenham Hotspur FC
A 2004/05-ös évad előtt Davis a Tottenham Hotspurhöz igazolt. Ott azonban képtelen volt betörni az első csapatba, másfél szezon alatt mindössze 15 bajnoki mérkőzésen kapott lehetőséget.

### Portsmouth FC
2006 januárjában Pedro Mendessel és Noé Pamarot-val együtt a Portsmouth-hoz szerződött. Nagy szerepe volt abban, hogy csapata végül bennmaradt a Premier League-ben. 2006. március 18-án, a West Ham United legyőzése során gólt is szerzett.
2009 telén a Bolton Wanderers egy 3 millió fontos ajánlatot tett érte, de a Pompey elutasította azt. Megpróbálták meghosszabbítani Davis nyáron lejáró szerződését, de nem jártak sikerrel, így a játékos ingyen igazolhatóvá vált.

### Bolton Wanderers FC
A Bolton 2009. július 1-jén egy három évre szóló szerződést adott neki. Augusztus 15-én, a Sunderland ellen debütált.

## Külső hivatkozások
- Sean Davis pályafutásának statisztikái a Soccerbase oldalon (angolul)

- Sean Davis adatlapja a BBC.co.uk-on Archiválva 2009. szeptember 1-i dátummal a Wayback Machine-ben

## Fordítás
- Ez a szócikk részben vagy egészben  a   Sean Davis (footballer) című angol Wikipédia-szócikk fordításán alapul.  Az eredeti cikk szerkesztőit annak laptörténete sorolja fel. Ez a jelzés csupán a megfogalmazás eredetét és a szerzői jogokat jelzi, nem szolgál a cikkben szereplő információk forrásmegjelöléseként.